# Bela Krleža
Bela Krleža (Senj, 26. listopada 1896. – Zagreb, 23. travnja 1981.) bila je hrvatska kazališna glumica srpskoga podrijetla.

## Životopis
Leposava Kangrga, hrvatska kazališna glumica poznatija kao Bela Krleža, rođena je u Senju 26. listopada 1896. godine, u ličkoj, srpskoj obitelji. Bela je kao jedinica bila izrazito vezana za obitelji svojih djedova (Kangrga, Vuksan, Čuturilo). Otac Milan Kangrga, bio je poštanski službenik, a majka Katarina Vuksan, kći otočačkog trgovca. Zajedno s roditeljima preselila se 1903. iz Senja u Zagreb, gdje je i maturirala. U Sveučilišnoj knjižnici radila je jednu školsku godinu (1920./21.). Glumica je privatno učila glumu, te je 1929. godine primljena u zagrebački HNK, gdje je debitirala u praizvedbi drame "Gospoda Glembajevi" u ulozi barunice Castelli. Autor te drame bio je njen suprug, cijenjeni hrvatski književnik Miroslav Krleža. Osim barunice Castelli, oživjela je i Krležine likove Laure Lenbach i Madlen Petrovne u "U agoniji", Melite i Klare u "Ledi", te Livije Ancile i Klare Anite u "Areteju".
Ostvarila je i zapažene uloge u Nušićevim i Držićevim komedijama, kao i u dramama Ibsena, Tolstoja i Gorkog. Nastupala je i kao gospođa Erline u "Lepezi lady Windermere" Oscara Wildea i kao Kitty Warren u "Zanatu gospođe Warren" Shawa.
Supruga je upoznala 1910. godine u Zagrebu. Umrla je 23. travnja 1981. u Zagrebu, te je pokopana na Mirogoju. Na adresi Gvozd 23 gdje su živjeli Bela i Miroslav Krleža od 1952. godine, danas se nalazi njihov stan uređen kao izložbeni prostor koji je otvoren za posjetitelje.